# Xylose
Le xylose (sucre de bois ou sucre de bouleau) est un aldopentose. 

## Chimie
C'est un ose constitué d’une chaîne de 5 éléments carbone (pentose) ainsi que d’une fonction aldéhyde (aldose).
Il se présente sous forme d'une poudre cristalline blanche stable dans l'air et soluble dans l'eau. Il est non fermentescible.
Le D-xylose est souvent présent dans les vins (teneurs de 0 à 440 mg·l-1).

## Utilisation
Le xylose possède une saveur sucrée similaire à celle du glucose, et un pouvoir sucrant similaire de 0,7.
Il est utilisé en gastro-entérologie, pour étudier l'absorption des glucides au niveau de l'intestin grêle proximal. En effet, le D-xylose est absorbé au niveau duodéno-jéjunal, peu métabolisé et excrété dans les urines. Le test consiste à faire ingérer au patient 25 g de D-xylose, puis de doser la xylosémie 2 heures après ingestion et la xylosurie sur le recueil des urines pendant 5 heures après ingestion. La xylosémie normale est supérieure à 0,25 g·l-1, la xylosurie normale supérieure à 5 g en 5 heures. En cas de malabsorption des sucres, ces deux valeurs seront diminuées.

## Isomérie
Dans l'eau, la forme isomère prédominante est le β-D-xylopyranose (65 %).
| Isomère du D-Xylose | Isomère du D-Xylose   | Isomère du D-Xylose   |
| Forme linéaire      | Projection de Haworth | Projection de Haworth |
| ------------------- | --------------------- | --------------------- |
| <1 %                | α-D-Xylofuranose <1 % | β-D-Xylofuranose <1 % |
| <1 %                | α-D-Xylopyranose 35 % | β-D-Xylopyranose 65 % |